# ダグ・ポーレン

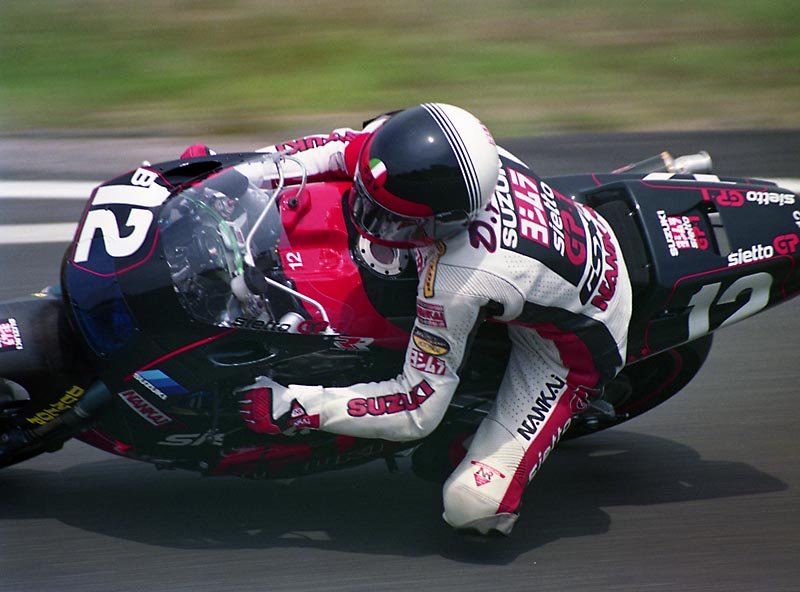
1990年鈴鹿8耐にて

ダグラス・ユージーン・"ダグ"・ポーレン（Douglas Eugene "Doug" Polen, 1960年9月2日 - ）は、アメリカ合衆国ミシガン州デトロイト出身の元オートバイレーサー。AMAスーパーバイク、全日本ロードレース選手権、スーパーバイク世界選手権、世界耐久選手権でチャンピオンを獲得した。

## 経歴

### キャリア初期
ポーレンは1977年からプライベーターとしてローカルレースに参戦していたが、仕事に集中するために1982年を最後に一時レースをやめていた。しかし1986年にGSX-Rナショナル・カップ・シリーズでレースに復帰した。1987年にはAMAスーパーバイクにフル参戦を果たし、ババ・ショバート、ケビン・シュワンツ、ウェイン・レイニーらのライバルを相手に、シリーズランキング4位の成績を収めた。

### ヨシムラ時代
1988年にはスズキワークスのヨシムラ・チームのシートを獲得。シュワンツと組んで鈴鹿8時間耐久ロードレースにも出場し、2位表彰台を獲得した。翌1989年にはヨシムラ・ジャパン・チームでスズキ・GSX-Rを駆って全日本ロードレース選手権TT-F1、TT-F3クラスに参戦し、史上初の両クラス同時チャンピオン獲得を果たした。
1990年、ポーレンはこれまでで最も大きな挫折を味わうことになった。シーズン開幕前のテストでスロットルが全開から戻らなくなり、仕方なくバイクから飛び降りた際にチェーンとスプロケットの間に挟まってしまい足の指を4本も失う大怪我を負ったのである。しかし2ヶ月で復帰、しかし2戦の欠場が響いてシリーズ連覇は果たせなかった。
この年の8耐は最終スティントを担当したが、ライド中にいきなりパワーが落ちて白煙も上がる。しかしながらピットもダグも「一度エンジンを止めたら再始動しない」と判断、クルーがオフィシャルに黒旗を出すなと説得するなかペースを落としつつ最後の15分を完走。なおエンジンは決勝終了後に分解されたが、4気筒のうち1気筒のバルブが4本とも破壊され、ピストンにも穴が開くなど完全にブローしていて、焼き付かなかったのが奇跡なレベルだった。

### スーパーバイク世界選手権
1990年の終わりには Eraldo Ferracci 率いる "Fast By Ferracci" チームに移籍し、翌1991年からは同チームでドゥカティ・851を駆ってスーパーバイク世界選手権に参戦。ポーレンはフル参戦初年度にしてチャンピオンに輝いた。翌1992年も世界選手権を連覇、さらにはAMAスーパーバイクでもシリーズ3位を獲得した。1993年にはAMAに集中するために世界選手権への参戦を取りやめ、AMAスーパーバイクチャンピオンを獲得した。
1994年にはホンダ・UKチームからスーパーバイク世界選手権に復帰し、シリーズ4位の成績を残した。また、この年はアーロン・スライトと組んで鈴鹿8時間耐久ロードレースに出場し、優勝を果たした。しかしポーレンは1995年シーズンの序盤にホンダUKチームを突然去ることになった。

### 世界耐久選手権
1996年からはスズキのワークスチームから世界耐久選手権に参戦を開始する。1997年にはル・マン24時間耐久ロードレースを制する等活躍し、パートナーのピーター・ゴダードと共にシリーズチャンピオンに輝いた。1998年にはホンダチームに移籍し、シリーズ2連覇を果たした。

### 記録
ポーレンがAMAで獲得した通算18回のポールポジションは、2006年にマット・ムラディンに並ばれるまでは単独最多記録だった。スーパーバイク世界選手権で1991年に記録した1シーズン13回のファステストラップは、今でも史上最多記録である。

## 主なレース戦績

### スーパーバイク世界選手権（主なレース戦績）
| シーズン | バイク     | 出走 | 優勝 | 表彰台 | PP | FL | ポイント | シリーズ順位 |
| -------- | ---------- | ---- | ---- | ------ | -- | -- | -------- | ------------ |
| 1988     | スズキ     | 1    | 0    | 0      | 0  | 0  | 0        | -            |
| 1989     | スズキ     | 2    | 1    | 1      | 1  | 0  | 33       | 21位         |
| 1990     | スズキ     | 1    | 0    | 0      | 0  | 0  | 0        | -            |
| 1991     | ドゥカティ | 24   | 17   | 21     | 10 | 13 | 432      | 1位          |
| 1992     | ドゥカティ | 26   | 9    | 15     | 6  | 4  | 371      | 1位          |
| 1994     | ホンダ     | 22   | 0    | 3      | 0  | 0  | 158      | 4位          |
| 1995     | ホンダ     | 4    | 0    | 0      | 0  | 0  | 0        | -            |
| 合計     |            | 80   | 27   | 40     | 17 | 17 | 994      |              |

### 鈴鹿8時間耐久ロードレース
| 開催年 | バイク            | チーム                             | パートナー             | 総合順位 |
| ------ | ----------------- | ---------------------------------- | ---------------------- | -------- |
| 1987年 | ホンダ・VFR750    | T.DAITO POLE POSITION              | Iain Pero              | 23位     |
| 1988年 | スズキ・GSX-R750  | ヨシムラ・スズキシエットGP-1       | ケビン・シュワンツ     | 2位      |
| 1989年 | スズキ・GSX-R750  | ヨシムラ・スズキシエットGP-1       | ケビン・シュワンツ     | 8位      |
| 1990年 | スズキ・GSX-R750R | ヨシムラ・スズキシエットGP-1       | ミゲール・デュハメル   | 6位      |
| 1994年 | ホンダ・RVF/RC45  | チーム・HRC                        | アーロン・スライト     | 1位      |
| 1997年 | スズキ・GSX-R750  | チーム・ラッキーストライク・スズキ | ピーター・ゴダード     | 5位      |
| 2002年 | ホンダ・CBR954RR  | ARATA-EX&TSUKIGI RACING            | マイケル･アラン･スミス | リタイア |
| 2003年 | ホンダ・CBR954RR  | MOTOLIBERTYARATA-EX & kiss-FM      | 須貝義行               | リタイヤ |